# Bircsák Gusztáv
Bircsák Gusztáv (Pestszentlőrinc, 1925. augusztus 27. – Budapest, 2006. augusztus 26.) magyar nemzetközi labdarúgó-játékvezető. Egyéb foglalkozása vendéglátóipari dolgozó.

## Pályafutása

### Labdarúgóként
Hétévesen vitte le a papája focizni a Pestlőrinc csapatához. Az ifjúsági csapatból került az MTK, majd 1952-ben a Kinizsibe. Az év végéig 20 mérkőzésen, jobbösszekötőként  lépett pályára (18 bajnoki), amelyeken két gólt lőtt. Játszott a SZAC és a Postás csapatokban. Szakmájához híven végül az Egyetértés csapatában kötött ki. 1957-ben az Egyetértés afrikai túrája után szegre akasztotta a futballcipőt.
1958-ban meglepő közleményt olvasott a Népsport-ban: Volt NB I-es játékosok, mint Bircsák, Kovács II., és Rábai – játékvezetőnek jelentkeztek! Utólag kiderült, hogy Pósa János NB I-es játékvezető barátja, beíratta egy játékvezetői-tanfolyamra. Kíváncsiságból, Budapesten elvégezte a tanfolyamot, a Játékvezető Bizottsága (JB) előtt vizsgázott. A Budapesti Labdarúgó-szövetség (BLSZ) által üzemeltetett osztályokban kezdte szolgálatát. Az MLSZ JB minősítésével NB II-es, majd 1963-tól NB I-es bíró. A hetvenes évek egyik kimagaslóan felkészült, rendszeresen foglalkoztatott játékvezetője. Foglalkoztatására jellemző, hogy az 1970/1971-es bajnoki idényben 13 mérkőzést vezetett, az 1971/1972-es bajnoki idényben 17 találkozón dirigálhatott. A nemzeti játékvezetéstől 1973-ban visszavonult. NB I-es mérkőzéseinek száma: 105. 
| Időpont              | Helyszín                  | Mérkőzés típusa          | Mérkőzés                    | Eredmény | Nézők száma |
| -------------------- | ------------------------- | ------------------------ | --------------------------- | -------- | ----------- |
| 1963. szeptember 15. | Városi Stadion, Tatabánya | első NB I-es mérkőzése   | FC Tatabánya–Csepel SC      | 1 – 0    | 6000        |
| 1970. augusztus 20.  | Népstadion, Budapest      | döntő                    | Újpest FC–Komlói Bányász SK | 3 – 2    | 5 000       |
| 1973. június 20.     | Városi Stadion, Komló     | utolsó NB I-es mérkőzése | Komlói Bányász SK–Pécsi VSK | 0 – 2    | 2000        |

A Magyar Labdarúgó-szövetség JB terjesztette fel nemzetközi játékvezetőnek, a Nemzetközi Labdarúgó-szövetség (FIFA) 1965-től tartottaa nyilván bírói keretében. Több válogatott mérkőzésen partbíróként, valamint több nemzetközi Vásárvárosok kupája és Közép-európai kupa klubmérkőzésen bíróként illetve partbíróként tevékenykedett. A  nemzetközi játékvezetéstől 1969-ben búcsúzott. Nemzetközi mérkőzéseinek száma: 8.
Emlékezetes mérkőzései:
| Időpont                 | Helyszín                   | Mérkőzés típusa            | Mérkőzés                              |
| ----------------------- | -------------------------- | -------------------------- | ------------------------------------- |
| 1967. március 15 v. 30. | Róma v. Nagyszombat        | Közép-európai kupa         | SS Lazio–FC Spartak Trnava            |
| 1969.                   | Kijelölt Stadion, Bulgária | Bolgár bajnoki cím döntője | PFK Levszki Szofija–PFK CSZKA Szofija |

## Külső hivatkozások
- Bircsák Gusztáv. thefinalball.co. (Hozzáférés: 2015. január 6.)
- Bircsák Gusztáv. tempofradi.hu. [2016. április 15-i dátummal az eredetiből archiválva]. (Hozzáférés: 2016. április 14.)
- Bircsák Gusztáv. ftcbaratikor.hu. (Hozzáférés: 2016. április 14.)
- Bircsák Gusztáv. nol.hu. (Hozzáférés: 2016. április 14.)